# Castelo de Arnstein (Áustria)

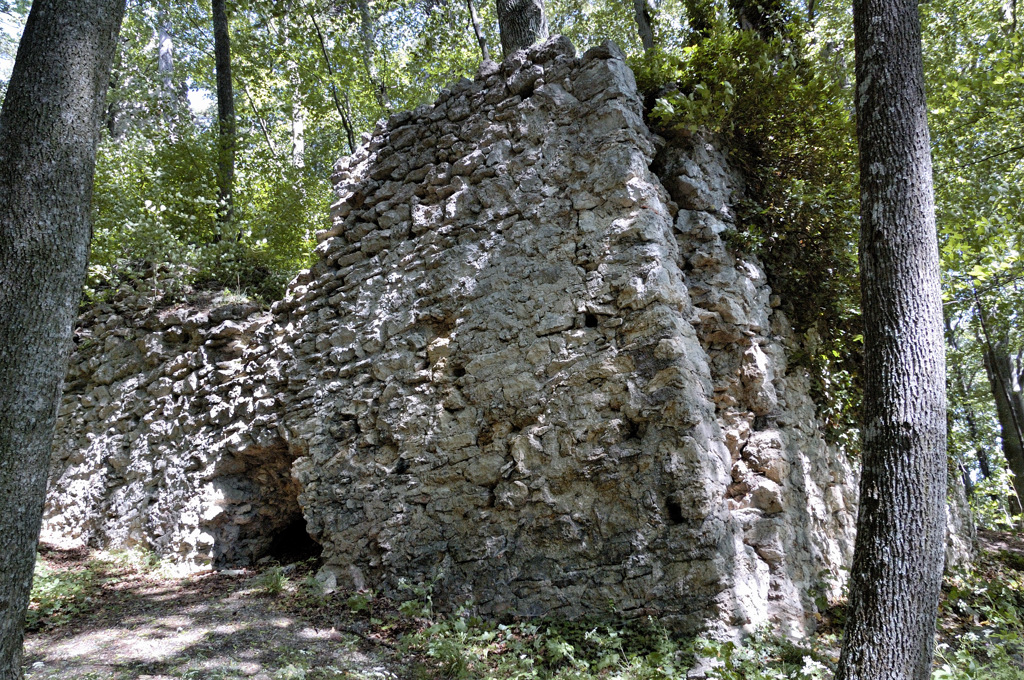
Ruínas do castelo de Arnstein.

Arnstein é um castelo em ruínas datado do século XII, localizado acima de Maria Raisenmarkt, na Áustria. Em 1529, Arnstein foi destruído pelas tropas turcas no Cerco de Viena.